# RAAPPS
Regia Autonomă Administrația Patrimoniului Protocolului de Stat (RAAPPS) este o regie autonomă din România care funcționează pe bază de gestiune economică și autonomie financiară.
Are ca obiect de activitate administrarea, conservarea, protejarea și întreținerea imobilelor în care își desfășoară activitatea Guvernul, ministerele, autorități și instituții publice, asociații, fundații, cabinete de avocatură, birouri notariale, locuințele de protocol, precum și închirierea și exploatarea spațiilor de locuit și a celor cu altă destinație decât cea de locuit.
Printre proprietățile RA-APPS se numără Palatul Victoria (sediul Guvernului), Casa Presei Libere, Palatul Snagov, Palatul Știrbei sau Sala Palatului din București.
În plus, Regia deține mii de hectare de teren în diferite zone ale țării.
Alte proprietăți: Palatul Foișor din Sinaia, hotelul Mara din Sinaia, vilele Lac Floreasca, Vila Brădet de la Suceava, Palatul Olănești.
Este acționar majoritar la compania din domeniul turismului: Olimp Estival 2002 - SA Mangalia.
Între anii 2006 - 2008 au fost disponibilizați 1.410 de salariați, în anul 2009 - 125 de salariați, iar în primele cinci luni ale anului 2010 au fost disponibilizați 138 de salariați.